# Dupinić Veli
Dupinić Veli je nenaseljeni otočić uz sjevrrnu obalu Kaprija, od kojeg je udaljen 560 metara.
Površina otoka je 0,016 km2, duljina obalne crte  464m, a visina 12 metara.

## Vanjske poveznice
|  | Zajednički poslužitelj ima još gradiva o temi Dupinić Veli |